# Polazza
Polazza (in croato Polača) è un comune della Croazia della regione zaratina. Al censimento del 2011 possedeva una popolazione di 1.468 abitanti.

## Località
Il comune di Polazza è suddiviso in 4 frazioni (naselja):
- Donja Jagodnja
- Gornja Jagodnja
- Kakma
- Polača (Polazza), sede comunale